# Pudor
|  | Per a altres significats, vegeu « olor». |

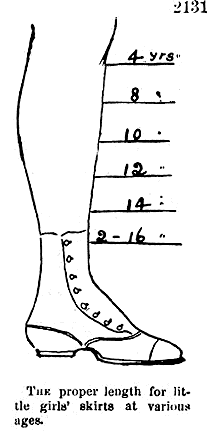
Les longituds de faldilles apropiades segons el Harper's Bazaar en 1868: cap a mitjan època victoriana, una faldilla es portava als genolls a quatre anys i pràcticament fins als turmells a setze anys

El pudor és una forma especial de sentiment de vergonya que hom pot sentir davant l'exposició de certes parts del cos o de funcions fisiològiques o per manca d'algun indument concret.
El pudor és un sentiment inculcat de forma cultural de tal manera que pren formes molt diferents en cada societat. Habitualment, el que és o no acceptable sol ser diferent per a homes i dones. En alguns casos, cal que la dona vagi tapada de cap a peus, mentre que en d'altres la nuesa total o parcial és acceptada, almenys en alguns casos.
En la cultura occidental, el pudor s'aprèn a partir de l'observació del món adult i pels missatges verbals o no verbals (frases, renys, càstigs, mirades) que hom dirigeix als infants, sobretot a partir de l'adquisició del control de l'esfínter. Es focalitza sobretot en la possibilitat que altres persones observin els òrgans genitals, però també cap a les funcions sexuals i excretores. Amb menor intensitat poden generar pudor els pits femenins, les natges i el fet de vestir de forma inapropiada del punt de vista sociocultural. La nostra societat ha defensat que és un sentiment natural tot oblidant, però, que s'adquireix i es transmet culturalment.
En altres cultures hi ha o han existit altres formes de pudor, com mostrar els peus femenins en la cultura xinesa, l'exposició de la cara (homes tuaregs, dones àrabs), que altres observin la ingestió d'aliments, l'erecció pública o que observin els genitals en tribus que viuen bàsicament en nuesa, entre d'altres. Fins i tot hi ha cultures que senten pudor per desprendre's dels anells labials. També hi ha cultures que no senten cap pudor per l'exposició del cos o per mostrar activitats sexuals sexualitat en públic.